# Sala de Peligro
La Sala de peligro es una instalación de entrenamiento ficticio que aparece en los cómics estadounidenses publicados por Marvel Comics. Apareció por primera vez en The X-Men # 1 (septiembre de 1963) y fue creado por Stan Lee y Jack Kirby. La instalación se representa como construida para los X-Men como parte de las diversas encarnaciones de la Mansión X. Su propósito principal es entrenar a los X-Men, inicialmente usando trampas, dispositivos de disparo de proyectiles, lanzallamas y peligros mecánicos como prensas y paredes colapsadas. Estos fueron reemplazados por holografía, cuando la Sala de Peligro fue reconstruida usando tecnología Shi'Ar. Se ganó la sensibilidad en Astonishing X-Men de Joss Whedon como Peligro.

## Historial de publicaciones
Una carrera de obstáculos en la que el tren X-Men aparece en The X-Men # 1 (septiembre de 1963), pero la sala de peligro nunca se menciona por su nombre. El nombre "Sala de Peligro" se usa por primera vez en The X-Men # 2 (noviembre de 1963). Según el escritor / editor / cocreador de X-Men, Stan Lee, "Danger Room fue idea de Jack Kirby. Pensé que era genial porque siempre podíamos abrir con una secuencia de acción si era necesario".

## Diseño
En los primeros libros estaba lleno de trampas, dispositivos de disparo de proyectiles, lanzallamas y peligros mecánicos como prensas, paredes colapsadas y similares destinados a desafiar al aprendiz. Mientras tanto, un observador se encuentra en la cabina de control sobresaliente administrando los mecanismos de la sala para supervisar el ejercicio mientras se garantiza manualmente la seguridad del sujeto. Más tarde, Danger Room se actualizó con máquinas y robots para que los X-Men puedan luchar.
Después de hacerse amigo del Shi'Ar, los X-Men reconstruyeron la Sala de Peligro con tecnología holográfica de luz dura Shi'ar. Estas actualizaciones fueron en gran parte agregadas por el Dr. Hank McCoy (Bestia). La Sala de Peligro se encuentra en la Mansión X; cada destrucción de este último llevó a la reconstrucción, y generalmente a la mejora, de la Sala de Peligro. La instalación de entrenamiento ha sufrido grandes daños a lo largo de los años, generalmente por el entrenamiento de X-Men o X-Men que se vuelve pícaro, como lo hizo Coloso durante la Saga de la Isla Muir. Los supervillanos le han infligido daño crítico y se han apoderado de la instalación, especialmente Arcade. Los protocolos de seguridad y protección que garantizan la seguridad de cualquier persona que use la Sala de Peligro con frecuencia han sido interrumpidos, manipulados por villanos, han fallado o han sido completamente negados en todos los años de su uso, cada vez más frecuente a medida que la sala comenzó a obtener más y más actualizado.
En la Guía oficial de X-Men se sugiere que los objetos en la sala de peligro son hologramas rodeados de campos de fuerza, supuestamente confirmados en Astonishing X-Men cuando un estudiante logró suicidarse saltando desde un acantilado holográfico. También se revela que la Sala de Peligro puede mostrar hologramas en solo color de 32 bits.
Cuando Bestia reconstruye la escuela tras los eventos de Cisma y es rebautizada como "Escuela Jean Grey para el Aprendizaje Superior", en ella se utiliza tecnología Shi'Ar de última generación, dotada por el actual Emperador del Imperio Shi'ar, Gladiador. En esta escuela la "Sala de peligro" se integra en el edificio entero en lugar de solo una habitación.

## Peligro

### Biografía del personaje

#### Obteniendo consciencia de sí misma
En el tercer volumen de Astonishing X-Men, la sala de peligro toma consciencia de sí misma y una de sus primeras acciones es convencer al alumno Wing, que recientemente había perdido sus poderes debido a la "cura mutante" de Ord, para que se suicide. Luego toma el control de un Centinela viejo y noquea a todos los psíquicos de la Mansión X; durante el ataque Cíclope ordena a Kitty Pryde que se esconda con los alumnos en la sala de peligro, allí descubren el cuerpo de Wing.
 La sala de peligro toma forma femenina. se llama a sí misma "Peligro" y derrota a los X-Men. Inmediatamente después viaja a Genosha para matar a Charles Xavier.
Xavier revela que sabía que la sala de peligro tenía consciencia, pero decidió ocultarlo, para consternación de los X-Men. En Genosha toma control de un Centinela salvaje para atacar a los X-Men mientras ella pelea contra Bestia. Cuando Bestia destruye su cuerpo, se supone que la conciencia de "Peligro" todavía existe dentro del Centinela Salvaje.

#### Ord y Breakworld
Peligro, con una nueva forma humanoide, se infiltra en S.W.O.R.D. para ofrecerle su ayuda a Ord.
Peligro, Ord, un grupo de X-Men y miembros de S.W.O.R.D. terminan en el planeta Breakworld, donde Emma Frost le dice a Peligro que pasar de su enemestidad, la robot ha dejado esccapar con vida varias veces a los mutantes y que en verdad no ha superado su programación y no puede matar directamente a ningún mutante. Frost hace un pacto con Peligro, si la robot colabora con ellos, cuando vuelvan a la tierra le entregarán a Charles Xavier.

#### Venganza
Tras los incidentes en Breakworld, S.W.O.R.D. retiene a Peligro en sus instalaciones, pero cuando estas son destruidas durante Invasión Secreta Peligro huye hacía Australia donde se camufla como una antropóloga de la Universidad de Melbourne. Se acerca a Rogue para intentar llegar a Charles Xavier pero son atacacas por una nave Shi'Ar y su camuflaje es revelado.
Tras ser dañada por el incidente, con sus poderes de proyecciones holográficas deforma el área mostrando momentos de la vida de Rogue y de la historia de los X-Men.
 Xavier se enfrenta a ella y le revela que cuando años atrás le preguntó "¿Dónde estoy?", Xavier consultó con los Shi'Ar que aseguraron que era imposible que pudiera haber tomado consciencia y él no sabía como podía liberarla y si luego ella atacaría a los X-Men de quienes poseía gran información, así que decidió no hacer nada y verla sufrir. Xavier finalmente la ayuda a repararse. Peligro le perdona y se une a él, Rogue y Gambito para vencer a los Shi'Ar. Tras la batalla, Xavier y Peligro consiguen que Rogue al fin tenga control sobre sus poderes.

#### Utopia
Peligro se une a Rogue y Gambito para ayudar a los X-Men a resolver los disturbios en San Francisco. Ella salva a un niño que la confunde con un Transformer, ayuda a Rogue y Gambito durante una pelea con Ares y más tarde sale con ellos para encontrar a Trance y a cualquier otro estudiante atrapado por los motines. Después de localizar a Trance, son atacados por Mrs. Marvel que logra dañar seriamente su hombro.
Tras los acontecimientos de Utopía, Peligro es dañada al defender a Madison Jeffries de un ataque de Emplaca; tras derrotarlo es reparada por Jeffries y explica a los mutantes quien es Emplaca.

Junto a Rogue y el X-Club científico reparan la mente de Legión y Emma Frost le ofrece ser la encargada de la prisión de Utopia.
Su primera misión como alcaidesa es interrogar a Scalphunter que ha llevado cinco Depredadores-X a Utopía.
Armadura discute con Peligro, cree que su presencia en Utopía es un insulto para la memoria de Wing; Peligro reconoce que se arrepiente y no puede borrar la imagen de Wing de sus recuerdos; Armadura se sorprende de que Peligro pueda tener sentimientos y la perdona.

#### Necrosha
Como guardiana de Utopía, algunos de los prisioneros a los que Peligro intenta rehabilitar son Émpata, Sebastian Shaw y Donald Pierce. Durante la invasión de las fuerzas de Selene, detecta una fuente de energía, pero luego se estropea y se bloquea. Luego, Shinobi Shaw y Harry Leland, que han sido resucitados por el virus T-O, aparecen para matar a Shaw por impedir el ascenso de Selene a la divinidad. Sin embargo, Peligro corta la mano de Shinobi antes de que pueda matar a su padre.

#### Second Coming
Peligro parece haber sido comprometida ya que no es consciente de que Donal Pierce está saboteando las defensas de Utopía.

#### All-New X-Factor
Peligro reaparece en la serie All-New X-Factor, como prisionera del "gremio de ladrones", sin que Gámibto, su líder, lo sepa; al enterarse ordena que la liberen y la invita a unirse al equipo.

## En otros medios

### Televisión
- La sala de peligro aparece en algunos episodios de: Spider-Man and His Amazing Friends,[33][34][35] la serie de los años 80 X-Men: Pryde of the X-Men[36][37][38][39] y Spider-Man: The Animated Series.
- Aparece frecuentemente en: la serie de los años 90 X-Men[40], X-Men: Evolution[41]Wolverine and the X-Men y X-Men '97.

### Películas
La Sala de Peligro aparece en la serie de películas X-Men.
- En la película X-Men 2 (2003), en una breve escena, se puede ver una habitación con el cartel "Peligro".
- En X-Men: The Last Stand (2006), el equipo entrena en la sala de peligro contra un centinela holográfico.
- En la precuela X-Men: primera generación (2011), Xavier utiliza un búnker nuclear para entrenar a Alex Summers.
- En X-Men: Apocalipsis (2016), la sala de peligro es utilizada para entrenar a los nuevos reclutas.

### Videojuegos
- Un problema en la sala de peligro es el eje argumental del videojuego de 1993 X-Men.
- La sala de peligro es el escenario de Cíclope en X-Men: Children of the Atom. La canción que suena en el escenario es también llamada "Sala de peligro" en la banda sonora del videojuego.
- EnX-Men Legends y X-Men Legends II: Rise of Apocalypse, la sala de peligro es usada para subir de nivel, conseguir objetos, poderes y equipo.
- En Marvel vs. Capcom 3: Fate of Two Worlds la sala de peligro es el escenario de entrenamiento.
- La Sala de Peligro aparece como un modo de juego jugable en Marvel Future Fight.